# Cuba nos Jogos Olímpicos de Verão de 1956
A Cuba competiu nos Jogos Olímpicos de Verão de 1956, realizados em Melbourne, Austrália e Estocolmo, Suécia.